# 1756
Portal Geschichte | Portal Biografien | Aktuelle Ereignisse | Jahreskalender | Tagesartikel

◄ |
17. Jahrhundert |
18. Jahrhundert
| 19. Jahrhundert | ►

◄ |
1720er |
1730er |
1740er |
1750er
| 1760er | 1770er | 1780er | ►

◄◄ |
◄ |
1752 |
1753 |
1754 |
1755 |
1756
| 1757 | 1758 | 1759 | 1760 | ► | ►►
Staatsoberhäupter  · Nekrolog  · Literaturjahr · Musikjahr
| Januar | Januar | Januar | Januar | Januar | Januar | Januar | Januar |
| Kw     | Mo     | Di     | Mi     | Do     | Fr     | Sa     | So     |
| ------ | ------ | ------ | ------ | ------ | ------ | ------ | ------ |
| 1      |        |        |        | 1      | 2      | 3      | 4      |
| 2      | 5      | 6      | 7      | 8      | 9      | 10     | 11     |
| 3      | 12     | 13     | 14     | 15     | 16     | 17     | 18     |
| 4      | 19     | 20     | 21     | 22     | 23     | 24     | 25     |
| 5      | 26     | 27     | 28     | 29     | 30     | 31     |        |

| Februar | Februar | Februar | Februar | Februar | Februar | Februar | Februar |
| Kw      | Mo      | Di      | Mi      | Do      | Fr      | Sa      | So      |
| ------- | ------- | ------- | ------- | ------- | ------- | ------- | ------- |
| 5       |         |         |         |         |         |         | 1       |
| 6       | 2       | 3       | 4       | 5       | 6       | 7       | 8       |
| 7       | 9       | 10      | 11      | 12      | 13      | 14      | 15      |
| 8       | 16      | 17      | 18      | 19      | 20      | 21      | 22      |
| 9       | 23      | 24      | 25      | 26      | 27      | 28      | 29      |

| März | März | März | März | März | März | März | März |
| Kw   | Mo   | Di   | Mi   | Do   | Fr   | Sa   | So   |
| ---- | ---- | ---- | ---- | ---- | ---- | ---- | ---- |
| 10   | 1    | 2    | 3    | 4    | 5    | 6    | 7    |
| 11   | 8    | 9    | 10   | 11   | 12   | 13   | 14   |
| 12   | 15   | 16   | 17   | 18   | 19   | 20   | 21   |
| 13   | 22   | 23   | 24   | 25   | 26   | 27   | 28   |
| 14   | 29   | 30   | 31   |      |      |      |      |

| April | April | April | April | April | April | April | April |
| Kw    | Mo    | Di    | Mi    | Do    | Fr    | Sa    | So    |
| ----- | ----- | ----- | ----- | ----- | ----- | ----- | ----- |
| 14    |       |       |       | 1     | 2     | 3     | 4     |
| 15    | 5     | 6     | 7     | 8     | 9     | 10    | 11    |
| 16    | 12    | 13    | 14    | 15    | 16    | 17    | 18    |
| 17    | 19    | 20    | 21    | 22    | 23    | 24    | 25    |
| 18    | 26    | 27    | 28    | 29    | 30    |       |       |

| Mai | Mai | Mai | Mai | Mai | Mai | Mai | Mai |
| Kw  | Mo  | Di  | Mi  | Do  | Fr  | Sa  | So  |
| --- | --- | --- | --- | --- | --- | --- | --- |
| 18  |     |     |     |     |     | 1   | 2   |
| 19  | 3   | 4   | 5   | 6   | 7   | 8   | 9   |
| 20  | 10  | 11  | 12  | 13  | 14  | 15  | 16  |
| 21  | 17  | 18  | 19  | 20  | 21  | 22  | 23  |
| 22  | 24  | 25  | 26  | 27  | 28  | 29  | 30  |
| 23  | 31  |     |     |     |     |     |     |

| Juni | Juni | Juni | Juni | Juni | Juni | Juni | Juni |
| Kw   | Mo   | Di   | Mi   | Do   | Fr   | Sa   | So   |
| ---- | ---- | ---- | ---- | ---- | ---- | ---- | ---- |
| 23   |      | 1    | 2    | 3    | 4    | 5    | 6    |
| 24   | 7    | 8    | 9    | 10   | 11   | 12   | 13   |
| 25   | 14   | 15   | 16   | 17   | 18   | 19   | 20   |
| 26   | 21   | 22   | 23   | 24   | 25   | 26   | 27   |
| 27   | 28   | 29   | 30   |      |      |      |      |

| Juli | Juli | Juli | Juli | Juli | Juli | Juli | Juli |
| Kw   | Mo   | Di   | Mi   | Do   | Fr   | Sa   | So   |
| ---- | ---- | ---- | ---- | ---- | ---- | ---- | ---- |
| 27   |      |      |      | 1    | 2    | 3    | 4    |
| 28   | 5    | 6    | 7    | 8    | 9    | 10   | 11   |
| 29   | 12   | 13   | 14   | 15   | 16   | 17   | 18   |
| 30   | 19   | 20   | 21   | 22   | 23   | 24   | 25   |
| 31   | 26   | 27   | 28   | 29   | 30   | 31   |      |

| August | August | August | August | August | August | August | August |
| Kw     | Mo     | Di     | Mi     | Do     | Fr     | Sa     | So     |
| ------ | ------ | ------ | ------ | ------ | ------ | ------ | ------ |
| 31     |        |        |        |        |        |        | 1      |
| 32     | 2      | 3      | 4      | 5      | 6      | 7      | 8      |
| 33     | 9      | 10     | 11     | 12     | 13     | 14     | 15     |
| 34     | 16     | 17     | 18     | 19     | 20     | 21     | 22     |
| 35     | 23     | 24     | 25     | 26     | 27     | 28     | 29     |
| 36     | 30     | 31     |        |        |        |        |        |

| September | September | September | September | September | September | September | September |
| Kw        | Mo        | Di        | Mi        | Do        | Fr        | Sa        | So        |
| --------- | --------- | --------- | --------- | --------- | --------- | --------- | --------- |
| 36        |           |           | 1         | 2         | 3         | 4         | 5         |
| 37        | 6         | 7         | 8         | 9         | 10        | 11        | 12        |
| 38        | 13        | 14        | 15        | 16        | 17        | 18        | 19        |
| 39        | 20        | 21        | 22        | 23        | 24        | 25        | 26        |
| 40        | 27        | 28        | 29        | 30        |           |           |           |

| Oktober | Oktober | Oktober | Oktober | Oktober | Oktober | Oktober | Oktober |
| Kw      | Mo      | Di      | Mi      | Do      | Fr      | Sa      | So      |
| ------- | ------- | ------- | ------- | ------- | ------- | ------- | ------- |
| 40      |         |         |         |         | 1       | 2       | 3       |
| 41      | 4       | 5       | 6       | 7       | 8       | 9       | 10      |
| 42      | 11      | 12      | 13      | 14      | 15      | 16      | 17      |
| 43      | 18      | 19      | 20      | 21      | 22      | 23      | 24      |
| 44      | 25      | 26      | 27      | 28      | 29      | 30      | 31      |

| November | November | November | November | November | November | November | November |
| Kw       | Mo       | Di       | Mi       | Do       | Fr       | Sa       | So       |
| -------- | -------- | -------- | -------- | -------- | -------- | -------- | -------- |
| 45       | 1        | 2        | 3        | 4        | 5        | 6        | 7        |
| 46       | 8        | 9        | 10       | 11       | 12       | 13       | 14       |
| 47       | 15       | 16       | 17       | 18       | 19       | 20       | 21       |
| 48       | 22       | 23       | 24       | 25       | 26       | 27       | 28       |
| 49       | 29       | 30       |          |          |          |          |          |

| Dezember | Dezember | Dezember | Dezember | Dezember | Dezember | Dezember | Dezember |
| Kw       | Mo       | Di       | Mi       | Do       | Fr       | Sa       | So       |
| -------- | -------- | -------- | -------- | -------- | -------- | -------- | -------- |
| 49       |          |          | 1        | 2        | 3        | 4        | 5        |
| 50       | 6        | 7        | 8        | 9        | 10       | 11       | 12       |
| 51       | 13       | 14       | 15       | 16       | 17       | 18       | 19       |
| 52       | 20       | 21       | 22       | 23       | 24       | 25       | 26       |
| 53       | 27       | 28       | 29       | 30       | 31       |          |          |

| Januar | Januar | Januar | Januar | Januar | Januar | Januar | Januar |
| Kw     | Mo     | Di     | Mi     | Do     | Fr     | Sa     | So     |
| ------ | ------ | ------ | ------ | ------ | ------ | ------ | ------ |
| 1      |        |        |        | 1      | 2      | 3      | 4      |
| 2      | 5      | 6      | 7      | 8      | 9      | 10     | 11     |
| 3      | 12     | 13     | 14     | 15     | 16     | 17     | 18     |
| 4      | 19     | 20     | 21     | 22     | 23     | 24     | 25     |
| 5      | 26     | 27     | 28     | 29     | 30     | 31     |        |

| Februar | Februar | Februar | Februar | Februar | Februar | Februar | Februar |
| Kw      | Mo      | Di      | Mi      | Do      | Fr      | Sa      | So      |
| ------- | ------- | ------- | ------- | ------- | ------- | ------- | ------- |
| 5       |         |         |         |         |         |         | 1       |
| 6       | 2       | 3       | 4       | 5       | 6       | 7       | 8       |
| 7       | 9       | 10      | 11      | 12      | 13      | 14      | 15      |
| 8       | 16      | 17      | 18      | 19      | 20      | 21      | 22      |
| 9       | 23      | 24      | 25      | 26      | 27      | 28      | 29      |

| März | März | März | März | März | März | März | März |
| Kw   | Mo   | Di   | Mi   | Do   | Fr   | Sa   | So   |
| ---- | ---- | ---- | ---- | ---- | ---- | ---- | ---- |
| 10   | 1    | 2    | 3    | 4    | 5    | 6    | 7    |
| 11   | 8    | 9    | 10   | 11   | 12   | 13   | 14   |
| 12   | 15   | 16   | 17   | 18   | 19   | 20   | 21   |
| 13   | 22   | 23   | 24   | 25   | 26   | 27   | 28   |
| 14   | 29   | 30   | 31   |      |      |      |      |

| April | April | April | April | April | April | April | April |
| Kw    | Mo    | Di    | Mi    | Do    | Fr    | Sa    | So    |
| ----- | ----- | ----- | ----- | ----- | ----- | ----- | ----- |
| 14    |       |       |       | 1     | 2     | 3     | 4     |
| 15    | 5     | 6     | 7     | 8     | 9     | 10    | 11    |
| 16    | 12    | 13    | 14    | 15    | 16    | 17    | 18    |
| 17    | 19    | 20    | 21    | 22    | 23    | 24    | 25    |
| 18    | 26    | 27    | 28    | 29    | 30    |       |       |

| Mai | Mai | Mai | Mai | Mai | Mai | Mai | Mai |
| Kw  | Mo  | Di  | Mi  | Do  | Fr  | Sa  | So  |
| --- | --- | --- | --- | --- | --- | --- | --- |
| 18  |     |     |     |     |     | 1   | 2   |
| 19  | 3   | 4   | 5   | 6   | 7   | 8   | 9   |
| 20  | 10  | 11  | 12  | 13  | 14  | 15  | 16  |
| 21  | 17  | 18  | 19  | 20  | 21  | 22  | 23  |
| 22  | 24  | 25  | 26  | 27  | 28  | 29  | 30  |
| 23  | 31  |     |     |     |     |     |     |

| Juni | Juni | Juni | Juni | Juni | Juni | Juni | Juni |
| Kw   | Mo   | Di   | Mi   | Do   | Fr   | Sa   | So   |
| ---- | ---- | ---- | ---- | ---- | ---- | ---- | ---- |
| 23   |      | 1    | 2    | 3    | 4    | 5    | 6    |
| 24   | 7    | 8    | 9    | 10   | 11   | 12   | 13   |
| 25   | 14   | 15   | 16   | 17   | 18   | 19   | 20   |
| 26   | 21   | 22   | 23   | 24   | 25   | 26   | 27   |
| 27   | 28   | 29   | 30   |      |      |      |      |

| Juli | Juli | Juli | Juli | Juli | Juli | Juli | Juli |
| Kw   | Mo   | Di   | Mi   | Do   | Fr   | Sa   | So   |
| ---- | ---- | ---- | ---- | ---- | ---- | ---- | ---- |
| 27   |      |      |      | 1    | 2    | 3    | 4    |
| 28   | 5    | 6    | 7    | 8    | 9    | 10   | 11   |
| 29   | 12   | 13   | 14   | 15   | 16   | 17   | 18   |
| 30   | 19   | 20   | 21   | 22   | 23   | 24   | 25   |
| 31   | 26   | 27   | 28   | 29   | 30   | 31   |      |

| August | August | August | August | August | August | August | August |
| Kw     | Mo     | Di     | Mi     | Do     | Fr     | Sa     | So     |
| ------ | ------ | ------ | ------ | ------ | ------ | ------ | ------ |
| 31     |        |        |        |        |        |        | 1      |
| 32     | 2      | 3      | 4      | 5      | 6      | 7      | 8      |
| 33     | 9      | 10     | 11     | 12     | 13     | 14     | 15     |
| 34     | 16     | 17     | 18     | 19     | 20     | 21     | 22     |
| 35     | 23     | 24     | 25     | 26     | 27     | 28     | 29     |
| 36     | 30     | 31     |        |        |        |        |        |

| September | September | September | September | September | September | September | September |
| Kw        | Mo        | Di        | Mi        | Do        | Fr        | Sa        | So        |
| --------- | --------- | --------- | --------- | --------- | --------- | --------- | --------- |
| 36        |           |           | 1         | 2         | 3         | 4         | 5         |
| 37        | 6         | 7         | 8         | 9         | 10        | 11        | 12        |
| 38        | 13        | 14        | 15        | 16        | 17        | 18        | 19        |
| 39        | 20        | 21        | 22        | 23        | 24        | 25        | 26        |
| 40        | 27        | 28        | 29        | 30        |           |           |           |

| Oktober | Oktober | Oktober | Oktober | Oktober | Oktober | Oktober | Oktober |
| Kw      | Mo      | Di      | Mi      | Do      | Fr      | Sa      | So      |
| ------- | ------- | ------- | ------- | ------- | ------- | ------- | ------- |
| 40      |         |         |         |         | 1       | 2       | 3       |
| 41      | 4       | 5       | 6       | 7       | 8       | 9       | 10      |
| 42      | 11      | 12      | 13      | 14      | 15      | 16      | 17      |
| 43      | 18      | 19      | 20      | 21      | 22      | 23      | 24      |
| 44      | 25      | 26      | 27      | 28      | 29      | 30      | 31      |

| November | November | November | November | November | November | November | November |
| Kw       | Mo       | Di       | Mi       | Do       | Fr       | Sa       | So       |
| -------- | -------- | -------- | -------- | -------- | -------- | -------- | -------- |
| 45       | 1        | 2        | 3        | 4        | 5        | 6        | 7        |
| 46       | 8        | 9        | 10       | 11       | 12       | 13       | 14       |
| 47       | 15       | 16       | 17       | 18       | 19       | 20       | 21       |
| 48       | 22       | 23       | 24       | 25       | 26       | 27       | 28       |
| 49       | 29       | 30       |          |          |          |          |          |

| Dezember | Dezember | Dezember | Dezember | Dezember | Dezember | Dezember | Dezember |
| Kw       | Mo       | Di       | Mi       | Do       | Fr       | Sa       | So       |
| -------- | -------- | -------- | -------- | -------- | -------- | -------- | -------- |
| 49       |          |          | 1        | 2        | 3        | 4        | 5        |
| 50       | 6        | 7        | 8        | 9        | 10       | 11       | 12       |
| 51       | 13       | 14       | 15       | 16       | 17       | 18       | 19       |
| 52       | 20       | 21       | 22       | 23       | 24       | 25       | 26       |
| 53       | 27       | 28       | 29       | 30       | 31       |          |          |

## Ereignisse

### Politik und Weltgeschehen

#### Siebenjähriger Krieg in Europa
- 16. Januar: Friedrich II., König in Preußen, und George II. von Großbritannien schließen die Konvention von Westminster. In dem von General Hans Karl von Winterfeldt verhandelten Garantievertrag verpflichten sich die beiden Vertragsparteien, sich einem Ein- und Durchmarsch der Truppen anderer Staaten durch das Kurfürstentum Hannover zu widersetzen und den Frieden in Deutschland aufrechtzuerhalten.
- 1. Mai: Umkehrung der Allianzen: Frankreich unter König Ludwig XV., bislang verbündet mit Preußen, wendet sich nach der Konvention von Westminster dem bisherigen Gegner Österreich zu und die beiden Mächte schließen den Vertrag von Versailles. Das Defensivbündnis für den Fall eines österreichisch-preußischen Krieges wird vom österreichischen Kanzler Wenzel Anton Kaunitz über Ludwigs Mätresse Madame de Pompadour eingefädelt.
- 29. August: 70.000 preußische Soldaten marschieren in das Kurfürstentum Sachsen ein und besetzen am 10. September Dresden. Damit beginnt der Dritte Schlesische Krieg.
- 1. Oktober: In der Schlacht bei Lobositz besiegen die Preußen unter Friedrich dem Großen die österreichische Armee unter Maximilian Ulysses Browne.
- 13. Oktober: Friedrich II. erhält während seines Zuges von Lobositz nach Sachsen die Nachricht über das Auftauchen des österreichischen Entsatzheeres.
- 14. Oktober: Es erfolgt der Ausbruch der sächsischen Truppen über die Elbe in der Sächsischen Schweiz. Der sächsische Oberkommandierende Friedrich August Graf Rutowski verhandelt über die Kapitulationsbedingungen.
- 16. Oktober: Die sächsische Armee unter Graf Friedrich August Rutowski ist gezwungen, sich nach der Belagerung bei Pirna im Siebenjährigen Krieg den preußischen Truppen zu ergeben.
- 17. und 19. Oktober: In Pirna werden sächsische Bataillone in die preußische Armee gepresst. Aus 18.500 sächsischen Soldaten gebildet entstehen zehn neue Regimenter.
- 18. Oktober: Die schwedische Schärenflotte wird gegründet. Als Kommandeur wird General Augustin Ehrensvärd eingesetzt. Die moderne Galeerenflotte ist eine Reaktion auf die Unterlegenheit Schwedens im letzten Russisch-Schwedischen Krieg.
- Im November wird die preußische Armee auf die Winterquartiere verteilt und Friedrich II. weilt im Palais Brühl zu Dresden.

#### Europa
- November: König Georg II von Großbritannien ernennt William Pitt, einen Parlamentarier, der sich durch feurige Reden einen Namen gemacht hat, zum Minister für das Southern Department in dessen Zuständigkeit auch die Kolonien in Nordamerika und der Karibik liegen. Maßgeblich verantwortet Pitt fortan die britische Außenpolitik und Militärstrategie.

#### Der Krieg in den Kolonien in Asien und Amerika
- 19. Juni: Der mit den Franzosen im Dritten Karnatischen Krieg verbündete Nawab des bengalischen Fürstentums Murshidabad erobert Kalkutta von den Briten.
- 15. August: Siebenjähriger Krieg in Nordamerika: Die Franzosen erobern das britische Fort Oswego am Ontariosee.
- 8. September: Kittanning, ein Hauptdorf der Lenni Lenape am Allegheny River im heutigen Pennsylvania, wird von der britischen Pennsylvania-Miliz unter John Armstrong zerstört.

#### Weitere Ereignisse im Heiligen Römischen Reich
- 16. Februar: Johann IX. Philipp von Walderdorff wird Erzbischof von Trier und damit gleichzeitig Kurfürst. Er folgt dem am 18. Januar verstorbenen Franz Georg von Schönborn.
- Kurfürst Maximilian III. Joseph erlässt für Bayern das Zivilgesetzbuch Codex Maximilianeus Bavaricus Civilis (CMBC). Das vier Teile und über 800 Paragraphen umfassende Werk ist zur Gänze durch Wiguläus von Kreittmayr erarbeitet worden und ist für viele Jahrzehnte Rechtsgrundlage für das Zivilrecht im Herzogtum Bayern.

#### Weitere Ereignisse in Indien
- Suraj Mal aus der Volksgruppe der Jats wird Maharadscha von Bharatpur im Nordwesten Indiens.

#### Nordasien
- Die zuvor von den westmongolischen Dsungaren beherrschten Altaier unterstellen sich angesichts der chinesischen Eroberung des Dsungarischen Khanats den Russen, um nicht unter chinesische Herrschaft zu fallen.

#### Südostasien
- April: Borommakot, König von Ayutthaya in Siam, lässt seinen ältesten Sohn und Kronprinzen Thammathibet wegen zahlreicher Vergehen zu Tode foltern.

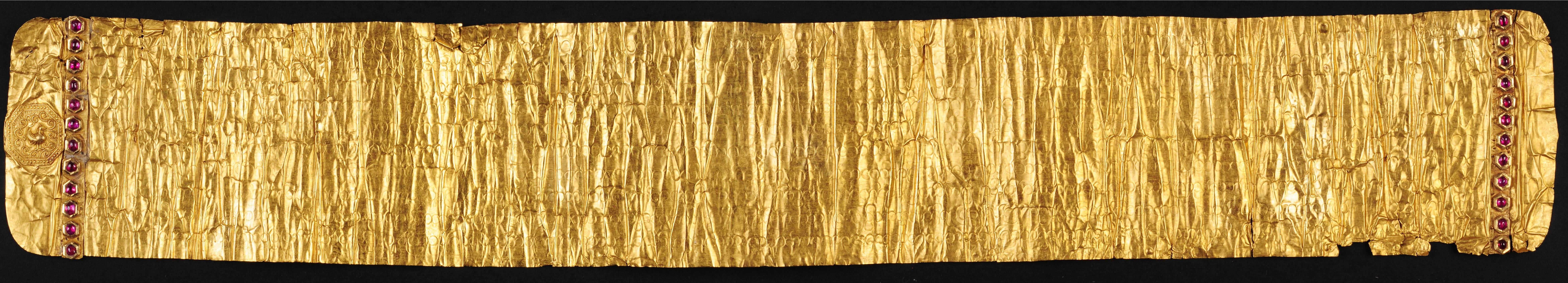
Der Goldene Brief

- 7. Mai: Der birmanische König Alaungpaya aus der Konbaung-Dynastie schreibt neben drei weiteren Briefen einen Brief an den britischen König George II., in dem er den Briten eine Handelsniederlassung an der birmanischen Küste anbietet. Der Brief ist aus purem Gold und mit 12 Rubinen verziert. Er befindet sich heute in der Gottfried Wilhelm Leibniz Bibliothek Hannover.

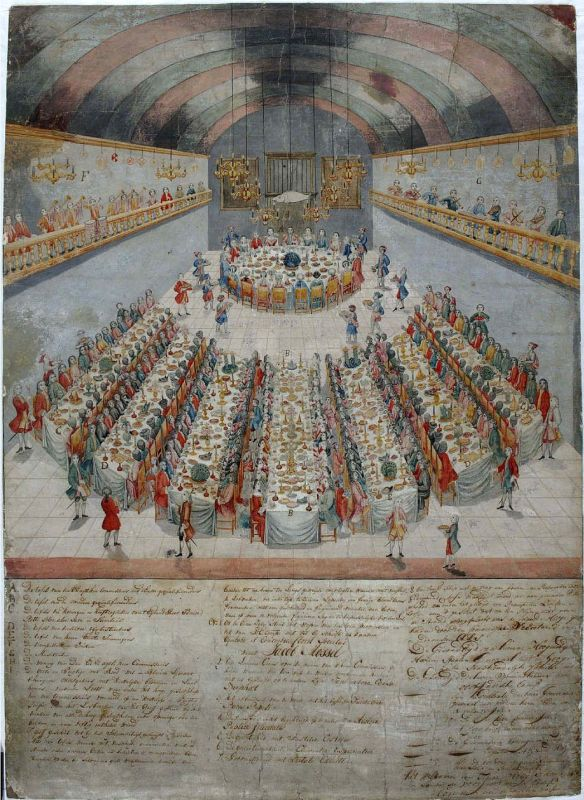
Festlichkeit bei dem Paravicini von einheimischen Herrschern umgeben ist

- Im Vertrag von Paravicini vereinbaren 48 Herrscher aus Westtimor und der nahegelegenen Inseln Solor, Roti, Sawu, Sumba ein Bündnis mit der Niederländischen Ostindien-Kompanie, die sich zu diesem Zeitpunkt mit Portugal in einem Kampf um die Vormachtstellung in der Region befindet. Treibende Kraft hinter dem Vertrag und Namensgeber ist der niederländische Diplomat Johannes Andreas Paravicini. Die bis heute bestehende politische Teilung der Insel Timor wird damit zementiert.

### Wirtschaft

#### Staatliche Lenkung

König Friedrich II. auf einer seiner Inspektionsreisen, begutachtet den Kartoffelanbau

- 24. März: Der König in Preußen, Friedrich II., ordnet mit dem Kartoffelbefehl den Kartoffelanbau in Schlesien an. Für Pommern wurde der Anbau von Kartoffeln bereits einige Jahre zuvor angeordnet.
- In Portugal wird weltweit erstmals ein Weinbaugebiet, die Weinregion Alto Douro, gesetzlich definiert und geschützt. Der Portweinerzeuger Real Companhia Velha wird gegründet.

#### Unternehmensgründungen und -abwicklungen
- An der im Vorjahr gegründeten Lomonossow-Universität in Moskau erscheint die erste nichtstaatliche Zeitung Russlands, Moskowskije Wedomosti.
- Die serbische Bierbrauerei Apatinska pivara wird gegründet.
- Johann Christoph Voigtländer gründet das Unternehmen Voigtländer zur Herstellung optischer Instrumente.
- Die moralische Wochenschrift Der Freund stellt ihr Erscheinen nach rund zwei Jahren ein.

### Wissenschaft und Technik
- Der Königlich-Preußische Hofzahnarzt Philipp Pfaff veröffentlicht das erste Buch über Zahnheilkunde in deutscher Sprache.
- Der schwedische Mineraloge Axel Frederic Cronstedt entdeckt die Stoffgruppe der Zeolithe.
- Erfindung geschlossener Backöfen in England, die die Produktion von Koks entscheidend verbessern[1]

### Kultur

#### Architektur und Bildende Kunst
- 30. Juli: Der Architekt Bartolomeo Francesco Rastrelli präsentiert der russischen Zarin Elisabeth den renovierten Katharinenpalast in Zarskoje Selo.
- Das vermutlich von Friedrich Seltendorff im Auftrag des Leipziger Ratsherrn Johann Caspar Richter auf dem Grundstück von Richters Frau Christiana Regina im barocken Stil errichtete Gohliser Schlösschen wird erbaut, aus Kostengründen verzögert sich jedoch der Innenausbau.
- Vor dem Alten Rathaus in Timișoara wird die Statue des Heiligen Nepomuk und der Maria errichtet.
- Die École nationale supérieure des beaux-arts de Lyon wird gegründet.

#### Musik und Theater
- 11. März: Die Donner-Ode von Georg Philipp Telemann hat mit großem Erfolg ihre Uraufführung in St. Jakobi in Hamburg. Der Text stammt vom Kopenhagener Hofprediger Johann Andreas Cramer. Anstoß für die Komposition war das Erdbeben von Lissabon im Vorjahr.

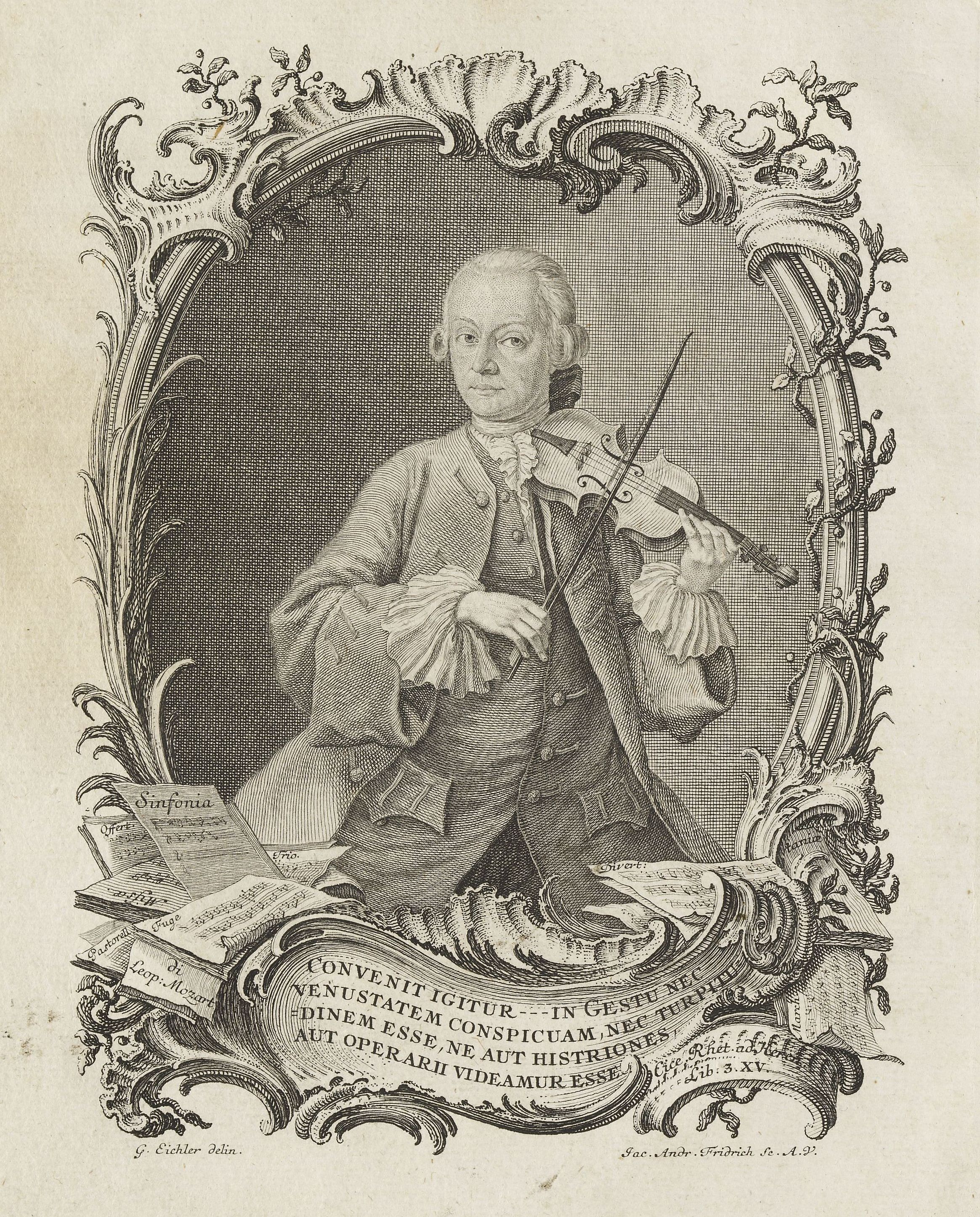
Porträt Mozarts in der 1. Auflage

- Leopold Mozart veröffentlicht in Augsburg den Versuch einer gründlichen Violinschule.
- In Moskau wird das Peter-Theater gegründet.

### Gesellschaft

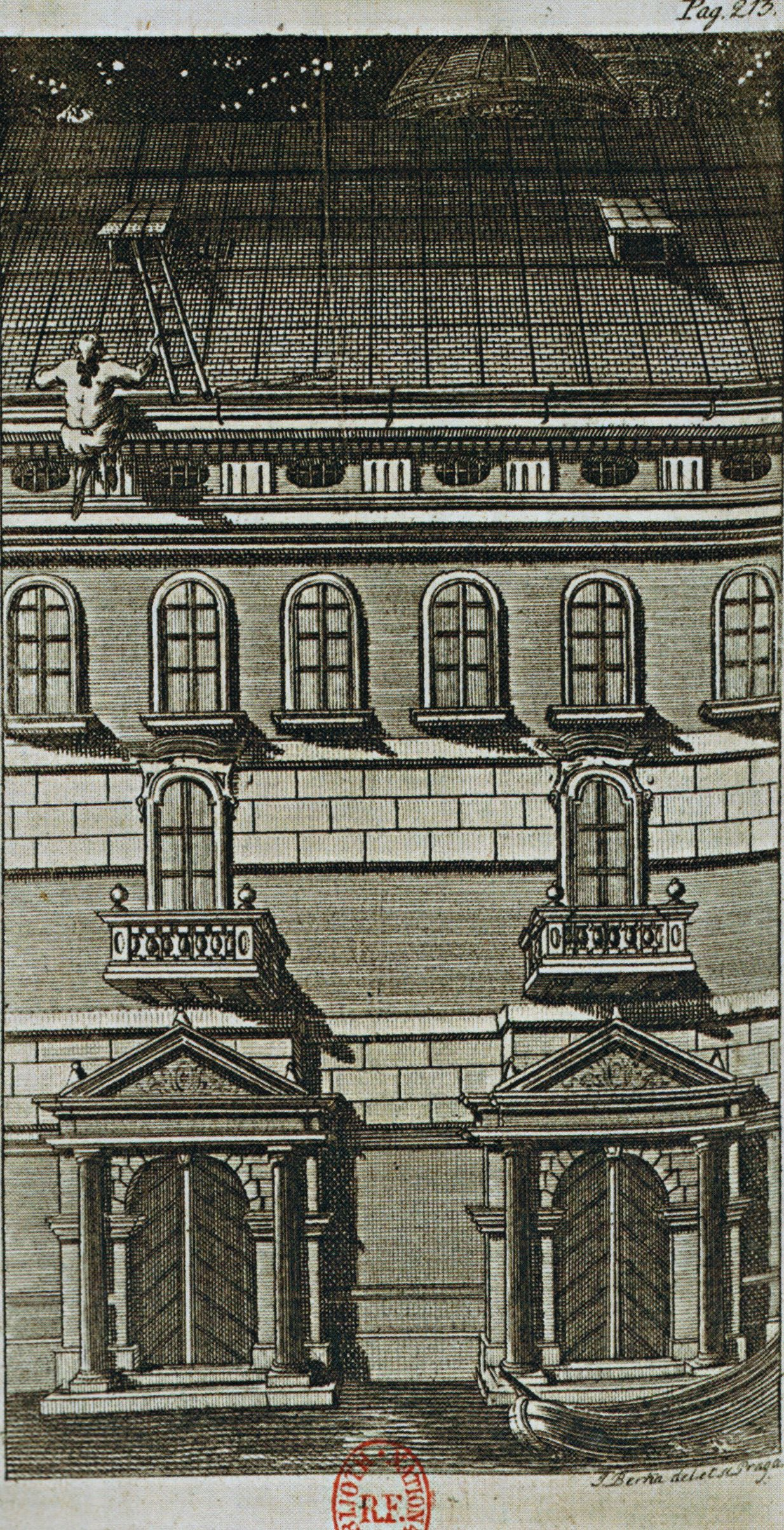
Illustration zu Casanovas Flucht aus den Bleikammern, 1788

- Giacomo Casanova gelingt in der Nacht vom 31. Oktober zum 1. November die Flucht aus den Bleikammern des Dogenpalastes in Venedig.

### Religion
- 1. März: Papst Benedikt XIV. veröffentlicht die Enzyklika Ex quo. Er forderte darin die griechisch-katholischen Christen auf, den Gebrauch des neuen Euchologions von 1754 zu fördern und zu verbreiten. In dieser Enzyklika geht Benedikt XIV. sehr ausführlich auf die große und mehrjährige Redaktionstätigkeit ein und beschreibt die umfangreichen Änderungen gegenüber dem byzantinischen Ritus.
- 16. Oktober: Mit der Enzyklika Ex omnibus christiani beantwortet Papst Benedikt XIV. ein Schreiben der französischen Bischofskonferenz aus dem Vorjahr. Er lobt ihre Treue zum Heiligen Stuhl und versichert sie seines persönlichen Schutzes und der Unterstützung der ganzen Kirche.

### Katastrophen
- 18. Februar: Das Erdbebengebiet Kölner Bucht wird vom Erdbeben bei Düren erschüttert, einem Erdbeben der Stärke 6 fast im Zentrum des heutigen Düren. Zwei Menschen kommen ums Leben, und es gibt schwere Verwüstungen. Die Erschütterungen sind in fast ganz Mitteleuropa zu spüren.
- 7. Oktober: Die Markusflut an der Nordsee verursacht im Bereich der Elbe etwa 600 Tote.

## Geboren

### Erstes Quartal
- 01. Januar: Christina von Brühl, deutsche Landschaftsarchitektin († 1816)
- 03. Januar: Jérôme Pétion de Villeneuve, französischer Revolutionär († 1794)
- 06. Januar: Gaspare Landi, italienischer Maler († 1830)
- 10. Januar: Benjamin Smith, US-amerikanischer Politiker († 1826)
- 14. Januar: Joseph Marius von Babo, deutscher Schriftsteller († 1822)
- 19. Januar: Michel Gaudin, französischer Finanzminister († 1841)
- 19. Januar: Guillaume-Antoine Olivier, französischer Arzt und Zoologe († 1814)
- 20. Januar: Miguel Domínguez, mexikanischer Beamter und Politiker († 1830)
- 21. Januar: Claude François Chauveau-Lagarde, französischer Advokat († 1841)
- 21. Januar: Jean-Antoine Constantin, französischer Maler und Zeichner († 1844)
- 22. Januar: Vincenzo Righini, italienischer Komponist und Sänger († 1812)

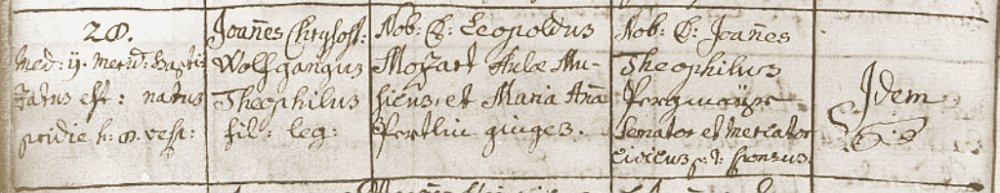
Mozarts Taufeintrag vom 28. Jänner 1756

- 27. Januar: Wolfgang Amadeus Mozart, Komponist aus Salzburg († 1791)
- 29. Januar: Henry Lee, US-amerikanischer Kavallerieoffizier, Generalmajor und Politiker († 1818)
- 30. Januar: Joseph Preindl, österreichischer Organist und Komponist († 1823)
- 05. Februar: Mathias von Flurl, bayerischer Professor und Begründer der bayerischen Mineralogie und Geologie († 1823)
- 06. Februar: Aaron Burr, US-amerikanischer Politiker und US-Vizepräsident († 1836)
- 07. Februar: Johann Heinrich Michael Andresse, preußischer Jurist († 1824)
- 09. Februar: Karel Blažej Kopřiva, tschechischer Komponist († 1785)
- 12. Februar: James Schureman, US-amerikanischer Politiker († 1824)
- 17. Februar: Johann Christian Gottlieb Ackermann, deutscher Arzt († 1801)
- 19. Februar: Ignaz Kober, Wiener Hoforgelbauer († 1813)
- 27. Februar: Johann Jakob Cella, deutscher Jurist († 1820)
- 27. Februar: Heinrich XLVII. Reuß zu Köstritz, preußischer Regierungspräsident († 1833)
- 29. Februar: Christian Frederik Hansen, dänischer Architekt († 1845)
- 03. März: William Godwin, englischer Schriftsteller († 1836)
- 04. März: Henry Raeburn, schottischer Porträtmaler († 1823)
- 04. März: Joshua Seney, US-amerikanischer Politiker († 1798)
- 05. März: Nathaniel Alexander, US-amerikanischer Politiker († 1808)
- 06. März: Beda Aschenbrenner, deutscher Professor für Kirchenrecht und Abt († 1817)
- 16. März: Jean-Baptiste Carrier, französischer Revolutionär († 1794)
- 18. März: Johann Christoph Vogel, deutscher Komponist († 1788)
- 22. März: Caspar Zeller, bayerischer Unternehmer († 1823)
- 24. März: Franziska Lebrun, geb. Danzi, deutsche Opernsängerin († 1791)
- 31. März: Moritz Wilhelm von der Asseburg, preußischer Geheimer Kriegsrat und Bürgermeister († 1811)

### Zweites Quartal
- 01. April: Paul Wolfgang Merkel, fränkischer Abgeordneter von Nürnberg im Bayerischen Landtag († 1820)
- 06. April: Epaphroditus Champion, US-amerikanischer Politiker († 1834)
- 13. April: Louis VI. Henri Joseph, Fürst von Condé († 1830)
- 15. April: Johann Eberhard Walcker, deutscher Orgelbauer († 1843)
- 22. April: Francisco Javier Castaños, spanischer Herzog und General († 1852)
- 23. April: Jean Nicolas Billaud-Varenne, französischer Revolutionär († 1819)
- 23. April: Édouard Thomas Burgues de Missiessy, französischer Admiral († 1837)
- 23. April (getauft): Alexander Reinagle, US-amerikanischer Komponist († 1809)
- 26. April: Carl Ignaz Geiger, deutscher Jurist, Schriftsteller und Radikalaufklärer († 1791)
- 01. Mai: Niklaus Wolf von Rippertschwand, Schweizer Landwirt und Heiler († 1832)
- 07. Mai: Philipp Jakob Scheffauer, deutscher Bildhauer († 1808)
- 12. Mai: Maria Pellegrina Amoretti, italienische Juristin († 1787)
- 15. Mai: Gottlieb Lebrecht Spohn, deutscher Pädagoge, Philologe und evangelischer Theologe († 1794)
- 27. Mai: Maximilian I. Joseph, Kurfürst bzw. König von Bayern († 1825)
- 30. Mai: José Custódio de Faria, portugiesischer Priester († 1819)
- 06. Juni: John Trumbull, US-amerikanischer Künstler († 1843)
- 20. Juni: William Richardson Davie, US-amerikanischer Politiker († 1820)
- 20. Juni: Joseph Martin Kraus, deutscher Komponist und Kapellmeister († 1792)
- 24. Juni: Bernhard Friedrich von Bassewitz, Mecklenburg-Schwerinscher Geheimerratspräsident († 1816)
- 25. Juni: Karl Friedrich am Ende, österreichischer Feldmarschallleutnant († 1810)

### Drittes Quartal
- 02. Juli: Christian Gottfried Körner, deutscher Herausgeber, Freund Schillers († 1831)
- 06. Juli: Franciscus-Antonius de Méan, letzter Fürstbischof von Lüttich († 1831)
- 15. Juli: Wilhelm Heinrich Ernst von Arnim, preußischer Landrat († 1830)
- 22. Juli: Jeanne de Saint-Rémy, französische Adlige und Drahtzieherin der sogenannten Halsbandaffäre († 1791)
- 26. Juli: Maria Fitzherbert, erste Ehefrau des späteren Königs Georg IV. von Großbritannien († 1837)
- 01. August: Pierre Louis Prieur, französischer Politiker († 1827)
- 11. August: Jonathan Robinson, US-amerikanischer Politiker († 1819)
- 12. August: François de Beauharnais, französischer Adeliger († 1846)
- 12. August: William Tilghman, US-amerikanischer Jurist und Politiker († 1827)
- 14. August: Olof Åhlström, schwedischer Komponist († 1835)
- 19. August: Auguste Marie Henri Picot de Dampierre, französischer General († 1793)
- 21. August: Johann Friedrich von Waldstein-Wartenberg, Bischof von Seckau († 1812)
- 29. August: Heinrich von Bellegarde, österreichischer Feldherr und Staatsmann († 1845)
- 29. August: Jan Śniadecki, polnischer Mathematiker und Astronom († 1830)
- 02. September: Carl Englerth, preußischer Bergwerksbesitzer und Bürgermeister († 1814)
- 04. September: Christen Pram, norwegischer Autor († 1821)
- 12. September: Jonathan Mason, US-amerikanischer Politiker († 1831)
- 15. September: Karl Philipp Moritz, westfälischer Schriftsteller der Frühromantik († 1793)
- 22. September: Claude-Victor de Broglie, französischer Politiker und General († 1794)
- 22. September: Philipp von Hertling, deutscher Jurist († 1810)
- 23. September: John Loudon McAdam, englischer Straßenbaupionier († 1836)

### Viertes Quartal
- 02. Oktober: Józef Javurek, tschechischer Pianist, Dirigent und Komponist († 1840)
- 09. Oktober: John Pitt, 2. Earl of Chatham, britischer Offizier und Politiker († 1835)
- 22. Oktober: Johann Friedrich Christoph Buff, deutscher evangelischer Geistlicher († 1826)
- 23. Oktober: François Chabot, französischer Politiker († 1794)
- 23. Oktober: Thomas Legler, Schweizer Politiker († 1828)
- 24. Oktober: Hartwig Johann Christoph von Hedemann, deutscher Generalmajor († 1816)
- 26. Oktober: Dmitri Dochturow, russischer General der napoleonischen Kriege († 1816)
- 03. November: Pierre Laromiguière, französischer Philosoph († 1837)
- 08. November: Christian Gottlieb Friedrich Stöwe, deutscher evangelischer Geistlicher und Astronom († 1824)
- 11. November: Josef Martin Hurka, tschechischer Komponist und Cellist († nach 1800)
- 23. November: Christian Jacob Wagenseil, bayerischer Schriftsteller, Aufklärer und Publizist († 1839)
- 30. November: Ernst Florens Friedrich Chladni, deutscher Naturwissenschaftler († 1827)
- 03. Dezember: Aaron Ogden, US-amerikanischer Politiker († 1839)
- 07. Dezember: Ernst Wilhelm Cuhn, deutscher Bibliothekar und Historiker († 1809)
- 08. Dezember: Jacob Georg Christian Adler, Orientalist und Theologe († 1834)
- 08. Dezember: François-Antoine Boissy d’Anglas, französischer Politiker († 1826)
- 08. Dezember: Maximilian Franz von Österreich, österreichischer Erzherzog und Kölner Erzbischof († 1801)
- 10. Dezember: Friedrich Franz I., Großherzog von Mecklenburg-Schwerin († 1837)
- 10. Dezember: Peleg Sprague, US-amerikanischer Politiker († 1800)
- 16. Dezember: Tommaso Arezzo, italienischer Kardinal († 1833)
- 20. Dezember: Joseph Christian Auracher von Aurach, österreichischer Generalmajor und Militärwissenschaftler († 1831)
- 26. Dezember: Bernard Germain Lacépède, französischer Naturforscher und erster Großkanzler des Ordens der Ehrenlegion († 1825)
- 30. Dezember: Paul Wranitzky, österreichischer Komponist und Dirigent der Wiener Klassik († 1808)
- 000Dezember: Sophie Albrecht, deutsche Schauspielerin und Schriftstellerin († 1840)

### Genaues Geburtsdatum unbekannt
- Johann Josef Adrians, Oberbürgermeister Freiburgs († 1827)
- Chrystian Piotr Aigner, polnischer Architekt († 1841)
- William Beloe, britischer Schriftsteller, Übersetzer und Herausgeber († 1817)
- John Kean, US-amerikanischer Politiker († 1795)
- Michail Matwejewitsch Sokolowski, russischer Komponist († um 1796)
- George Truitt, US-amerikanischer Politiker († 1818)

## Gestorben

### Januar bis April
- 14. Januar: Johann Christoph Ungewitter, deutscher reformierter Theologe (* 1681)
- 16. Januar: Jakob Jehoschua Falk, Oberrabbiner von Frankfurt am Main und Lemberg sowie Talmudist (* 1680)
- 18. Januar: Franz Georg von Schönborn, Kurfürst und Erzbischof von Trier, Fürstabt von Prüm, Fürstbischof von Worms und Fürstpropst von Ellwangen (* 1682)
- 25. Januar: Christian Vater, deutscher Orgelbauer (* 1679)
- 30. Januar: Johann Caspar Delius, Gründer der gleichnamigen Unternehmerdynastie in Bielefeld (* 1693)
- 01. Februar: Marie-Auguste von Thurn und Taxis, Herzogin von Württemberg (* 1706)
- 07. Februar: Sepé Tiaraju, Führer der Guaraní in Südamerika gegen die portugiesische und spanische Kolonialherrschaft (* um 1720)
- 09. Februar: Jacob Carl Stauder, österreichischer Maler (* 1694)
- 13. Februar: Johann Gebhard, bayerischer Maler (* 1676)
- 15. Februar: Asmus Ehrenreich von Bredow, preußischer Generalleutnant und Gouverneur von Kolberg (* 1693)
- 11. März: Johann Deodat Blumentrost, russischer Mediziner (* 1676)
- 19. März: Giuseppe Avitrano, neapolitanischer Komponist und Violinist (* um 1670)
- 03. April: Anton Ospel, österreichischer Architekt und Baumeister (* 1677)
- 10. April: Giacomo Antonio Perti, italienischer Kirchenmusiker und Komponist (* 1661)
- 15. April: Johann Gottlieb Goldberg, deutscher Cembalist und Organist (* 1727)
- 16. April: Jacques Cassini, französischer Astronom und Geodät (* 1677)
- 18. April: Anna Adelheit Catharina von Bartensleben, deutsche Reichsgräfin (* 1699)

### Mai bis August
- 05. Mai: Johann Heinrich Hartung, deutscher Verleger und Druckereibesitzer in Königsberg (* 1699)
- 09. Mai: Auguste zu Mecklenburg, deutsche Prinzessin und Mystikerin (* 1674)
- 18. Mai: Marie Eleonore von Anhalt-Dessau, Fürstin Radziwiłł und Herzogin von Nieswicz und von Olyka (* 1671)
- 30. Mai: Christian Ludwig II., Herzog zu Mecklenburg-Schwerin (* 1683)
- 30. Mai: Gottfried Heinrich Krohne, deutscher Architekt (* 1703)
- 06. Juni: Michael Karl von Althann, Graf von Goldburg und Murstetten, Erzbischof von Bari und Bischof von Waitzen (* 1702)
- 08. Juni: David Matthieu, deutscher Porträtmaler (* 1697)
- 18. Juni: Benjamin Gottlieb Gerlach, deutscher Pädagoge und Autor (* 1698)
- 19. Juni: Erdmuthe Dorothea von Zinzendorf, deutsche Gräfin, Pietistin und Kirchenliederdichterin (* 1700)
- 22. Juni: Hans Jacob Rietmann, Bürgermeister von St. Gallen (* 1677)
- 28. Juni: Armand II. François Auguste de Rohan-Soubise, französischer Kirchenfürst, Bischof von Straßburg und Großalmosenier von Frankreich (* 1717)
- 28. Juni: Domingo Ortiz de Rozas, spanischer Offizier und Kolonialverwalter, Gouverneur am Río de la Plata und in Chile (* 1683)
- 10. Juli: Jean François Gaultier, französischer Arzt und Naturforscher (* 1708)
- 17. Juli: Johann Friedrich Starck, preußischer lutherischer Theologe, pietistischer Erbauungsschriftsteller (* 1680)
- 19. Juli: Johann Joachim Schröder, deutscher Orientalist, Bibliothekar, reformierter Theologe und Kirchenhistoriker (* 1680)
- 27. Juli: Marie Sallé, französische Tänzerin (* um 1707)
- 000Juli: Carlo Ricciotti, italienischer Violinist, Komponist und Operndirektor (* 1675)
- 08. August: Louise von Dänemark, Herzogin von Sachsen-Hildburghausen (* 1726)
- 13. August: Antoine Maurice der Ältere, französisch-schweizerischer evangelischer Geistlicher und Hochschullehrer (* 1677)
- 18. August: Erdmann Neumeister, deutscher Dichter und Theologe (* 1671)
- 31. August: Franz Anton Ebner, Salzburger Maler (* um 1698)

### September bis Dezember
- 01. September: Emanuel Wohlhaupter, böhmischer Maler (* 1683)
- 03. September: Johann Friedrich Christ, deutscher Archäologe und Kunstwissenschaftler (* 1701)
- 09. September: Ami Lullin, Schweizer evangelischer Geistlicher und Hochschullehrer (* 1695)
- 10. September: Filippo Balatri, italienischer Sänger, Kastrat und Mönch (* 1682)
- 11. September: Johann Nicolaus Frobesius, deutscher Mathematiker und Philosoph (* 1701)
- 19. September: Josef Antonín Sehling, böhmischer Komponist und Violinist (* 1710)
- 10. Oktober: Gerrit Corver, Regent von Amsterdam (* 1690)
- 26. Oktober: Roland-Michel Barrin de La Galissonière, französischer Seeoffizier, Gouverneur von Neufrankreich und Förderer der naturwissenschaftlichen Forschung (* 1693)
- 26. Oktober: Johann Theodor Roemhildt, deutscher Komponist und Kantor (* 1684)
- 13. November: Johann Michael Doser, deutscher Künstler, Holzschnitzer und Bildhauer (* 1678)
- 28. November: Georg Behrmann, deutscher Kaufmann und Dramatiker (* 1704)
- 30. November: Johann Jakob Zimmermann, Schweizer evangelischer Geistlicher und Hochschullehrer (* 1695)
- 04. Dezember: Amand von Buseck, Fürstbischof in Fulda (* 1685)
- 11. Dezember: Theodor von Neuhoff, deutscher Abenteurer und König von Korsika (* 1694)
- 11. Dezember: Maria Amalia von Österreich, Kurfürstin von Bayern und Kaiserin des Heiligen Römischen Reichs (* 1701)
- 16. Dezember: Balthasar König, deutscher Orgelbauer (* 1684)
- 27. Dezember: Barbara Christine von Bernhold, hessische Reichsgräfin und Mätresse und Vertraute zweier Landgrafen (* 1690)
- 27. Dezember: Peter Karl Christoph von Keith, preußischer Militär und Leibpage des Kronprinzen Friedrich, des späteren Königs Friedrich des Großen (* 1711)

### Genaues Todesdatum unbekannt
- Joseph Abeille, französischer Architekt (* 1673)
- Bernardus Accama, niederländischer Maler (* 1697)
- Ali I. al-Husain, Bey von Tunis
- Johann Wolfgang von der Auwera, Würzburger Bildhauer (* 1708)
- Aaron Hart, Großrabbiner des Vereinigten Königreichs und Rabbiner der Großen Synagoge von London (* 1670)
- Procopio Serpotta, sizilianischer Bildhauer und Stuckateur (* 1679)
- Thammathibet, thailändischer Dichter und Vizekönig des Königreichs Ayutthaya
- Catherine Tofts, englische Sopranistin (* um 1685)